# Дівайн Лунга
Дівайн Лунга (англ. Divine Lunga, нар. 28 травня 1995, Булавайо) — зімбабвійський футболіст, захисник південнофриканського клубу «Мамелоді Сандаунз» та національної збірної Зімбабве. Виступав також за клуби «Чіккен Інн» та «Голден Ерроуз».

## Клубна кар'єра
У професійному футболі Дівайн Лунга дебютував 2015 року виступами за команду «Чіккен Інн», в якій грав до 2018 року. У 2018 році футболіст перейшов до південноафриканського клубу «Голден Ерроуз», у якому грав до 2021 року. У 2021 році зімбабвійський захисник перейшов до іншого південноафриканського клубу «Мамелоді Сандаунз», проте в 2022 році Лунгу віддали в оренду назад до клубу «Голден Ерроуз». Після повернення з оренди в 2023 році до «Мамелоді Сандаунз» футболіст продовжує виступи в команді з передмістя Преторії.

## Виступи за збірну
У 2015 році Дівайн Лунга дебютував у складі національної збірної Зімбабве. У складі збірної був учасником Кубка африканських націй 2019 року в Єгипті. Станом на початок 2025 року зіграв у складі збірної 28 матчів, у яких забитими голами не відзначився.